# Svetište Gospe od Suza u Pleternici
Svetište Gospe od Suza u Pleternici hrvatsko je marijansko svetište. Nalazi se u Požeškoj biskupiji.

## Povijest
Godine 1954. u selu Bučje kraj Pleternice održavale su se pučke misije u kojima su sudjelovali pater Stjepan Müller iz Zagreba s patrom Šantićem. Müller je, govoreći o čudima spomenuo i događaj suzenja Gospina reljefa u gradu Sirakuzi na Siciliji dana 28., 29., 30. i 31. kolovoza 1953. godine. Suzenje kipa prestalo je dana 1. rujna, a ljudi iz raznih krajeva dolazili su vidjeti spomenuti događaj. Po ustaljenom običaju, susjedni svećenici odlazili su na ispomoć ostalim župama, pa se tako u župi Bučje zatekao i upravitelj pleterničke župe velečasni Ljudevit Petrak. Saslušavši razgovor zamolio je oca Müllera za fotografiju Gospe od suza. Nakon toga Petrak je otišao u bučjansku crkvu, kleknuo u klupe i molio rasvjetljenje u Gospodina.

## Devetnice
Tako je velečasni Petrak osmislio svečano slavljenje Gospe od suza koje će se provoditi u Pleternici. Slavljenje će trajati devet uzastopnih dana, od 23. kolovoza do 1. rujna, a održavat će se redovito svake godine. Prva sveta misa održana je 23. kolovoza 1955. godine. Svetkovina je kasnije u narodu prozvana Devetnice, zbog devet dana trajanja.

## Suvremeno svetište
Pleternička Gospa od suza je 2005. godine, na svoju 50. obljetnicu, proglašena drugim svetištem Gospe od suza u svijetu (nakon onoga u Sirakuzi na Siciliji). Svetkovanje Gospe od suza s godinama je u Pleternici postalo tradicija. Svake godine okupljalo se sve više hodočasnika, koji dolaze iz svih seoskih i gradskih područja u bližoj, ali i daljoj okolici. Primjer su hodočasnici iz Slavonskog Broda, Našica, Nove Gradiške, Pakraca, Lipika i Požege ali i oni iz Zagreba, Osijeka i drugih većih hrvatskih gradova. Osim toga, posljednjih nekoliko godina Pleternicu je za vrijeme trajanja svetkovine posjetila i nekolicina hodočasnika iz inozemstva. Premda ne navode to kao službeni podatak, lokalni mediji govore o desetak tisuća ljudi svake godine koji pohode svete mise tijekom Devetnica.

## Vanjske poveznice
Mrežna mjesta
- Svetište Gospe od Suza u Pleternici, službeno mrežno mjesto
- [neaktivna poveznica], www.katolici.org